# Franco Interlenghi
Franco Interlenghi (ur. 29 października 1931 w Rzymie, zm. 10 września 2015 tamże) – włoski aktor.
Debiutował jako 15-latek główną rolą w jednym z pierwszych znanych filmów Vittoria De Siki, neorealistycznym dramacie obyczajowym Dzieci ulicy (1946). W 1953 zagrał ponownie jedną z głównych ról w filmie Wałkonie w reżyserii Federica Felliniego. W tym samym roku wystąpił w filmie Michelangela Antonioniego Zwyciężeni (1953). W latach 50. pojawił się również w produkcjach amerykańskich: Bosonoga Contessa (1954), Ulisses (1954), Pożegnanie z bronią (1957).
Jego żoną była aktorka Antonella Lualdi. Ich małżeństwo trwało 60 lat. Córka Antonella (ur. 1961) również została aktorką.
10 września 2015 zmarł w swoim domu w Rzymie.

## Filmografia
- Dzieci ulicy (1946) jako Pasquale Maggi
- Teresa (1951) jako Mario
- Proces przeciwko miastu (1952) jako Luigi Esposito
- Mały światek Don Camilla (1952) jako Mariolino della Bruciata
- Wałkonie (1953) jako Moraldo Rubini
- Zwyciężeni (1953) jako Claudio
- Bosonoga Contessa (1954) jako Pedro Vargas
- Ulisses (1954) jako Telemach
- Dwa pokolenia (1957) jako Guido Blasi
- Pożegnanie z bronią (1957) jako Aymo
- Na wypadek nieszczęścia (1958) jako Mazzetti
- Młodzi małżonkowie (1958) jako Antonio
- Noc brawury (1959) jako Gino (Bella-Bella)
- Generał della Rovere (1959) jako Antonio Pasquali
- Kolumna Trajana (1968) jako Optimus
- Na rozstaju (1978) jako Hank Sebanek
- Miranda (1985) jako Carlo
- Kamorysta (1986) jako Don Saverio
- Dziecko zwane Jezus (1987) jako Rufus
- Skąpiec (1990) jako Mastro Giacomo
- Ojciec Pio: Między niebem a ziemią (2000) jako o. Graziano
- Ojciec Giovanni – Jan XXIII (2002) jako ks. bp Giacomo Radini-Tedeschi
- Don Matteo (od 2000; serial TV) jako inż. Barbieri (gościnnie, 2004)
- Opowieść kryminalna (2005) jako Rosellini
- Jan Paweł I – uśmiech Boga (2006) jako ks. kardynał Agostino Casaroli
- Ja, Don Giovanni (2009) jako ojciec Annetty